# Csőgör Erzsébet
Csőgör Erzsébet (Kolozsvár, 1911. november 4. – 1996. március 19.) lélektani szakíró. Csőgör Lajos felesége.

## Életpályája
Szülővárosában és Párizsban végzett tanulmányai után a Bolyai Tudományegyetemen (1945–49), majd a marosvásárhelyi OGYI-ban (1949–53) tanított, 1961-től ugyanott nyugalomba vonulásáig (1973) a pedagógiai főiskola lélektani tanszékének előadótanára. Gyermeklélektan című kőnyomatos jegyzete 1948-ban jelent meg Kolozsvárt.
A Revista de Pedagogie, Orvosi Szemle, Revista Medicală s más szaklapokban a gyermeklélektan kérdéseit tárgyalta; a Dolgozó Nő hasábjain közölt A gyógypedagógus naplójából című sorozatban a visszamaradott szellemi képességű gyermekekről (1959–60), majd Neveljünk együtt című sorozatában egy újszülött neveléséről (1960–61) értekezett.